# فاصلة الأساس
في الرياضيات و‌الحوسبة، فاصلة الأساس (بالإنجليزية: Radix point)‏ (أو حرف الأساس) هي الرمز المستخدم في التمثيلات العددية لفصل الجزء الصحيح من الرقم (على يسار فاصلة الأساس) من جزئه الكسري (على يمين فاصلة الأساس). تنطبق «فاصلة الأساس» على جميع أساسات الأرقام. في نظام العد العشري، هو فاصلة الأساس أكثر شيوعاً يسمى العشرية، حيث البادئة في الإنكليزية deci- (ديسي) يعني قاعدة 10. وبالمثل، يُستخدم مصطلح «الفاصلة الثنائية» لنظام العد الثنائي.
في البلدان الناطقة باللغة الإنجليزية، عادةً ما تكون فاصلة الأساس نقطة صغيرة (.) توضع إما على خط الأساس أو في منتصف الطريق بين خط الأساس وأعلى الأرقام. في العديد من البلدان الأخرى، فاصلة الأساس هي فاصلة (,) توضع على خط الأساس. من المهم معرفة الرموز التي يتم استخدامها عند العمل في برامج مختلفة. يحدد معيار ISO المعنى في كلِ من الفاصلة والنقطة الصغيرة كعلامات عشرية، ولكنه لا يحدد علامات الأساس المعيارية العالمية بشكل صريح لأساسات غير الأساس 10.

## أمثلة
- في الأساس 10 (عشري): 13.625

في هذا المثال، 13 هو العدد الصحيح إلى يسار فاصلة الأساس، و 625 (أي 625/1000) هو الجزء الكسري ناحية اليمين.
- في الأساس 2 (ثنائي): 1101.101

يحتوي الرقم الثنائي 1101.101 على الأرقام التالية:
| قوة 2     | 3 | 2 | 1 | 0 |   | −1 | −2 | −3 |
| رقم ثنائي | 1 | 1 | 0 | 1 | . | 1  | 0  | 1  |

ومن ثم، يمكن حساب قيمته العشرية على النحو التالي:
{\displaystyle {\begin{aligned}1101.101_{2}&=1\times 2^{3}+1\times 2^{2}+0\times 2^{1}+1\times 2^{0}+1\times 2^{-1}+0\times 2^{-2}+1\times 2^{-3}\\&=1\times 8+1\times 4+0\times 2+1\times 1+1\times 0.5+0\times 0.25+1\times 0.125\\&=8+4+0+1+0.5+0+0.125\\&=13.625_{10}\end{aligned}}}
يُرى الآن أن 1101، على يسار نقطة الجذر، هو التمثيل الثنائي للرقم العشري 13. إلى يمين الفاصلة الأساسية 101، وهو التمثيل الثنائي للكسر العشري 625/1000 (أو 5/8).